# Pristina aequiseta
Pristina aequiseta är en ringmaskart som beskrevs av Bourne 1891. Enligt Catalogue of Life ingår Pristina aequiseta i släktet Pristina och familjen glattmaskar, men enligt Dyntaxa är tillhörigheten istället släktet Pristina och familjen Naididae. Arten är reproducerande i Sverige. Inga underarter finns listade i Catalogue of Life.